# Мови Гамбії
Офіційною мовою Гамбії є англійська. Мовою мандінка говорить 38 % населення, мовою фула 21,2 %, мовою волоф 18 %, мовами діола 4,5 % (кількома іншими теж). Англійська є єдиною мовою офіційного призначення та освіти.
У Гамбії говорять 12 мовами: англійська, бандіаль, волоф, джолі-фоньі, західний манінкакан, карон, манджак, мандінка, н'ко, пулар, серахуле, серер-синьо.